# Leopold Adler
Pentru alte sensuri, vedeți: Adler (nume de familie)

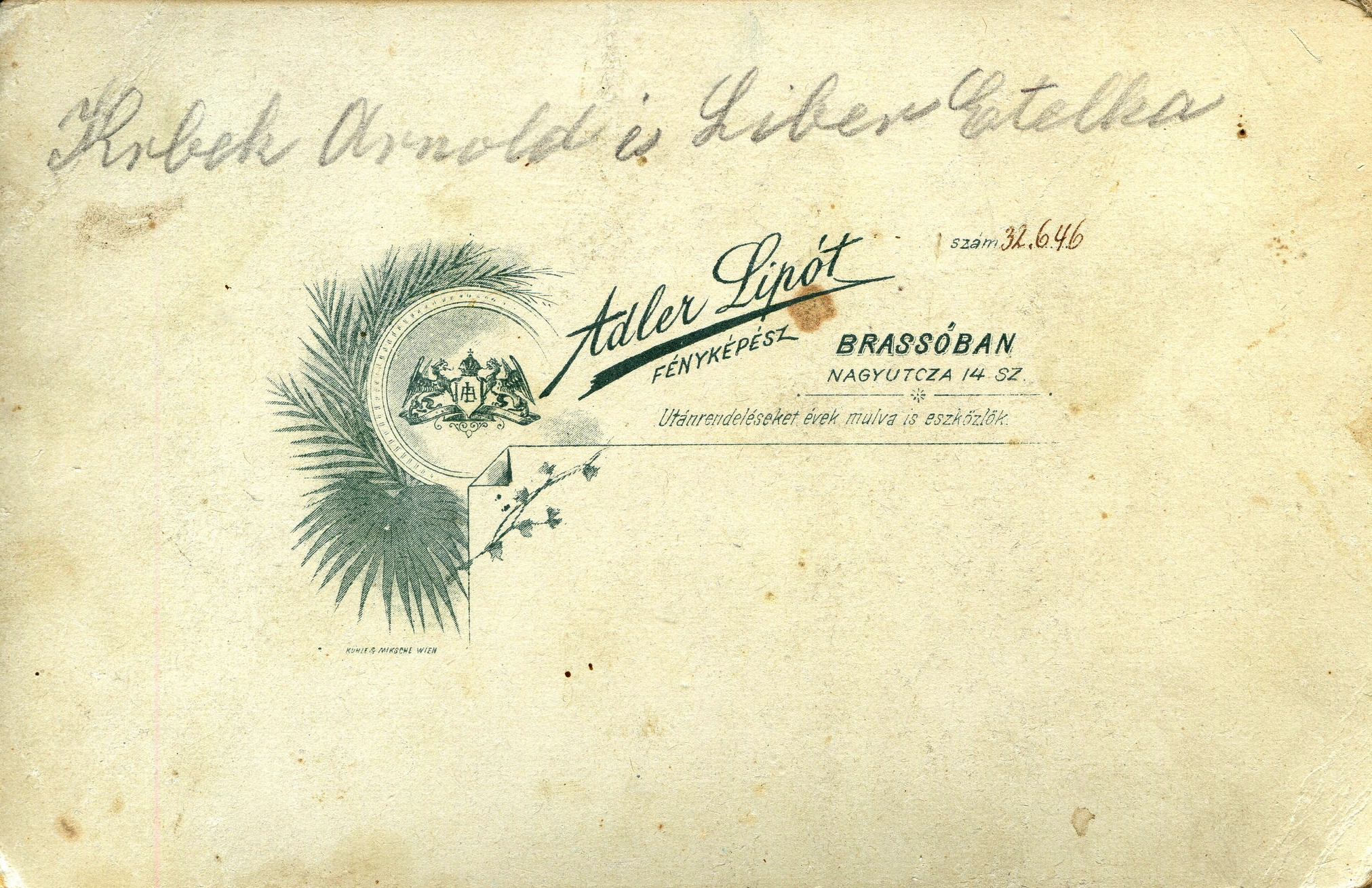
Sigla atelierului Adler

Leopold Adler (Adler Lipót, n. 12 iulie 1848, Praga, Imperiul Austriac – d. 8 mai 1924, Brașov, România) a fost un fotograf de origine evreiască, care s-a stabilit la Brașov și a fixat pe peliculă figuri din viața cotidiană. Fotografiile lui au fost expuse la galeria de expoziție din Viena. A fost unul dintre cei mai prolifici fotografi de la începutul secolului XX.

## Date biografice
Fotograful, născut în Nusle lângă Praga, s-a stabilit în anul 1872 – după alte surse în 1867 sau în 1875 – la Brașov. Acolo, împreună cu fratele său mai tânăr Alfred, au început să practice arta fotografică în atelierul fratelui său mai mare Moritz, care avea din anul 1870, atelierul său fotografic pe strada Porții 14 în Brașov. După câțiva ani, cei trei frați s-au despărțit, Alfred plecând primul, deschizând propriul său atelier fotografic. În anul 1875 a plecat și Moritz, care probabil s-a reîntors în Boemia și prin anii 1880 și-a expus în Praga propriile fotografii. El a ajuns o personalitate renumită în oraș, participând cu operele sale în anul 1895 la expoziția etnografică din Praga. Leopold Adler a rămas în Brașov unde a continuat să lucreze mai departe în atelierul său până în anul 1900. Din 1900 până în 1909, a preluat atelierul ajutorul său Josef Schuller Snr. și fiul acestuia, Josef Schuller Jnr. Între anii 1909 - 1915, Leopold Adler a preluat din nou conducerea atelierului. El a murit în Brașov la data de 8 mai 1924. După anul 1925 atelierul fotografic a fost preluat de Oscar Adler.
Atelierul Adler a fost desființat în anul 1940 ca urmare a legilor antisemite.
Leopold Adler a fost căsătorit din anul 1870 cu Caroline Muschalek, sora fotografului Carl Muschalek din Brașov. El a devenit renumit împreună cu cei doi Schuller, asistenții săi, prin portretele și peisajele transilvănene realizate de ei.